# Loma Vista (Teksas)
Loma Vista je naseljeno mjesto za statističke potrebe u američkoj saveznoj državi Teksas. Prema popisu stanovništva iz 2010. u njemu je živjelo 160 stanovnika.